# نلسون پلتز
نلسون پلتز (انگلیسی: Nelson Peltz؛ زادهٔ ۲۴ ژوئن ۱۹۴۲) اهالی کسب‌وکار اهل ایالات متحده آمریکا است. پلتز در یک خانواده یهودی در بروکلین نیویورک به دنیا آمد.